# Iphigenia socotrana
Iphigenia socotrana är en tidlöseväxtart som beskrevs av Mats Thulin. Iphigenia socotrana ingår i släktet Iphigenia och familjen tidlöseväxter. IUCN kategoriserar arten globalt som livskraftig.
Artens utbredningsområde är Socotra. Inga underarter finns listade i Catalogue of Life.